# David C. Slater
David Charles Slater (12 de agosto de 1957 - 30 de mayo de 2011) fue un físico estadounidense. Colaborador de la NASA, se especializó en los dispositivos espectrográficos utilizados en distintas misiones espaciales.

## Semblanza
Hijo de un técnico de la industria aeroespacial que participó durante un tiempo en el proyecto Apolo, Slater creció en Los Ángeles. Interesado en la astronomía desde que era un niño, se graduó en física e inició su carrera como funcionario de la Fuerza Aérea de los Estados Unidos, primero en la División Espacial de Los Ángeles y después en la Base Wright Patterson de Ohio, donde intervino en el desarrollo de aeronaves y naves espaciales. Mientras permanecía trabajando para las Fuerzas Aéreas, solicitó un permiso que utilizó para doctorarse en la Universidad de Stanford, lo que le permitió incorporarse al programa de ingeniería de dispositivos ópticos de análisis de luz ultravioleta de las misiones espaciales emprendidas por la NASA.
En 1993 pasó a formar parte del Instituto de Investigación del Suroeste, desde donde dirigió el diseño de los instrumentos de espectrografía utilizados en numerosas misiones espaciales, como los programas LRO, Rosetta, la misión Juno y la sonda New Horizons. Realizó en 1996 una expedición al Polo Sur para observar un eclipse solar.
El instrumental diseñado por Slater (denominado Lyman-Alpha Mapping Project; LAMP) permitió observar las zonas en sombra permanente próximas a los polos de la Luna, detectando la débil luminiscencia producida en los materiales por la luz ultravioleta procedente del espacio. Instrumentos similares se incorporaron a misiones posteriores.
Diagnosticado de un tumor cerebral en 2007, falleció a consecuencia del mismo cuatro años después en San Antonio (Texas).

## Eponimia
- El cráter lunar Slater lleva este nombre en su memoria desde el año 2015.[3]